# Ribellione di Brașov
La ribellione di Brașov fu una rivolta contro le politiche economiche attuate dal presidente Nicolae Ceaușescu nella Repubblica Socialista di Romania, scoppiata il giorno delle elezioni locali del 1987.

## Contesto
A partire dalla fine del 1986, i lavoratori di tutta la Romania iniziarono a mobilitarsi contro le manovre economiche varate dal leader comunista Nicolae Ceauşescu. Le rivolte sindacali sorsero nei maggiori centri industriali di Cluj-Napoca (novembre 1986) e Iași (febbraio 1987), culminando in un massiccio sciopero a Braşov, una delle più grandi città della Romania. Le misure draconiane adottate da Ceaușescu frenarono la produzione di energia e la disponibilità di cibo, portando alla riduzione dei redditi dei lavoratori e a ciò che il politologo romeno Vladimir Tismăneanu ha definito "insoddisfazione generalizzata". La Romania divenne quindi "il paese più vulnerabile del blocco orientale verso una rivoluzione".
Anche se il regime romeno fu l'ultimo tra quelli del Patto di Varsavia a cadere con le rivoluzioni del 1989, i sentimenti portati dalle rivolte catturano la volatilità sociale ed economica della Romania alla fine degli anni ottanta. La rivolta di Braşov rifletteva questa instabilità e fu inoltre una delle prime rivolte pubbliche su larga scala contro il regime di Ceauşescu.
Situata nella Transilvania sud-orientale, Brașov era la città industriale più sviluppata della RS Romena, con oltre il 61% della manodopera impiegata nell'industria. Una classe operaia esperta emerse negli anni sessanta quando il governo comunista incoraggiò le migrazioni dalle regioni più rurali della Romania (come l'area vicina alla RSS Moldava) verso la città per avere manodopera nelle fabbriche di Braşov. Negli anni seguenti, Brașov divenne uno dei più potenti centri lavorativi del paese, dove si svilupparono grandi stabilimenti industriali come Rulmentul Braşov, IAR Ghimbav, Tractorul Braşov o Steagul Roșu (l'attuale Roman). Durante il periodo dell'industrializzazione forzata di Ceaușescu, i lavoratori di queste fabbriche erano relativamente privilegiati e godevano di servizi sicuri, di alloggi forniti dalle stesse imprese per cui lavoravano, nonché di salari e redditi leggermente più alti. Pertanto, il declino industriale in Romania e nel resto dell'Europa orientale a metà degli anni ottanta, caratterizzato da cali dei redditi e licenziamenti, colpì soprattutto Braşov e i suoi operai.
Il piano per la riduzione del debito estero attuata da Ceauşescu nel 1982 portò al crollo totale del mercato romeno dei beni di consumo. Parte dei fondi destinati alla produzione e alla distribuzione del cibo furono a loro volta deviati verso il pagamento del debito contratto con i creditori esteri, in particolare con i Paesi del blocco occidentale. Di conseguenza, lo stato impose il razionamento dei generi alimentari e dei prodotti di consumo, portando a lunghe code per i beni di prima necessità. È in questo clima di crisi economica e scarsità di cibo che la ribellione di Braşov scoppiò il 15 novembre 1987.

## Ribellione
Le prime proteste sono iniziate il 14 novembre 1987, nella sezione 440 "Matrițe" della fabbrica di camion Steagul Roșu. Era un giorno di paga e gli operai ricevettero non solo la metà del denaro che gli spettava ma anche la notizia della proposta di eliminare 15 000 posti di lavoro nella città. Senza alcuna precedente organizzazione, i lavoratori smisero di lavorare e nel turno di notte non avviarono le macchine. Le persone cercarono di ottenere risposte dai vertici dell'azienda, ma il capo del dipartimento li trattò con disprezzo e annunciò la propria leadership amministrativa sull'interruzione del lavoro solo alle 5 del mattino. Alle sette del mattino arrivarono gli operai del primo cambio e lo stato di agitazione aumentò assieme alle proteste. I lavoratori ruppero le finestre del quartier generale dello stabilimento, e verso le 8:00, circa quattromila lavoratori si riunirono davanti alle porte. Intorno alle 11:00, gli operai decisero di andare al comitato locale del Partito Comunista Rumeno per farsi ascoltare. All'uscita dello stabilimento, la maggior parte dei manifestanti esitò e si ritirò, riducendo il numero di persone diretto verso la sede del PCR a circa 400 persone.
In primo luogo, i manifestanti urlarono slogan come "Vogliamo cibo e calore!" (Vrem mâncare și căldură!), "Vogliamo i nostri soldi" (Vrem banii noștri!), "Vogliamo che i nostri bambini mangino!" (Vrem mâncare la copii!) o "Vogliamo luce e calore!" (Vrem lumină și căldură!). Negli ospedali della contea, furono cantanti gli inni della rivoluzione del 1848, come Deșteaptă-te, române!.
Una volta raggiunto il centro della città, migliaia di lavoratori della fabbrica Tractorul Brașov, Hydromecanica, studenti e altri abitanti si unirono con i manifestanti. Da questo momento in poi, la protesta divenne politica e la gente iniziò a urlare slogan come "Abbasso Ceauşescu!" (Jos Ceaușescu!) , "Abbasso il comunismo!" (Jos comunismul), "Abbasso la dittatura!" (Jos dictatura!) e "Abbasso la tirannia!" (Jos tiranul!). Tuttavia, all'interno della marcia vi erano degli agenti infiltrati della Securitate con il compito di studiare e annotarsi le principali figure sospette. Altri agenti rimasero come spettatori, scattando fotografie e filmando l'evento.
Oltre 20 000 lavoratori della fabbrica di trattori di Braşov, della fabbrica di Hidromecanica e numerosi cittadini aderirono alla marcia. La folla combinata saccheggiò l'edificio della sede locale del PCR e il municipio "gettando in piazza i ritratti di Ceauşescu e il cibo della mensa ben fornita".
Il 15 novembre era una giornata elettorale e la popolazione era stata chiamata a convalidare le autorità locali di Braşov, i cui risultati erano già stati decisi dal partito. In un periodo di drastica scarsità di alimenti, i manifestanti erano particolarmente irritati nel trovare edifici statali festosamente preparati e l'abbondanza di cibo per celebrare la vittoria elettorale locale. Coloro che entrarono nell'edificio del comitato del partito trovarono prodotti che a quel tempo erano considerati delle rarità: salame di Sibiu, formaggio, banane, arance, Pepsi. In un enorme falò, i manifestanti bruciarono mobili, elettrodomestici, nonché dischi in vinile del partito e di propaganda, poiché appartenevano al partito comunista e non al popolo. La folla non distrusse soltanto i mobili, ma aggredì anche i membri della nomenklatura di Braşov, incluso il sindaco Calancea. Un membro della milizia venne picchiato e spogliato, e la sua uniforme venne strappata dalla folla.
I manifestanti bruciarono tutto ciò che ricordava il regime comunista, e un enorme tappeto formato da documenti di propaganda e di partito, bruciò per ore nella piazza nel centro di Braşov. Al tramonto, le forze della Securitate e i militari circondarono il centro della città e repressero la rivolta con la forza. Vennero usati anche gas lacrimogeni, cani e mezzi blindati.
Nonostante non esistano prove certe che documentino la presenza di vittime, vennero arrestati circa 300 manifestanti. Tuttavia, dal momento che il regime decise di sminuire la rivolta come un insieme di "casi isolati di teppismo", le pene non superarono i 2 anni di reclusione, che era una sanzione relativamente moderata nel codice penale della Romania comunista.

### Reazione degli studenti
Alcuni giorni dopo la rivolta dei lavoratori, Cătălin Bia, uno studente della facoltà di scienze forestali, si sedette davanti alla mensa universitaria con uno striscione recante la scritta "I lavoratori arrestati non devono morire" (Muncitorii arestați nu trebuie să moară). A Bia si unirono i suoi colleghi Lucian Silaghi e Horia Şerban. I tre furono immediatamente arrestati. Successivamente, nel campus studentesco comparvero graffiti che esprimevano la solidarietà con la rivolta operaia, e alcuni studenti distribuirono dei manifesti. La Securitate fermò un totale di sette persone, e gli arrestati vennero indagati, poi espulsi e riportati nelle loro località di provenienza, sotto stretta sorveglianza, insieme alle loro famiglie.
Il politologo Vladimir Socor, citando fonti anonime della dirigenza del partito a Bucarest nonché relazioni indipendenti di viaggiatori occidentali di ritorno da Braşov, sostiene l'idea che diverse centinaia di studenti dell'Università Politecnica della città avrebbero partecipato in un incontro congiunto con i lavoratori di Braşov avvenuto nel campus il 22 novembre. Tuttavia, non ci sono prove sufficienti per dimostrare la dichiarazione di Socor.

## Eventi successivi

### Indagini

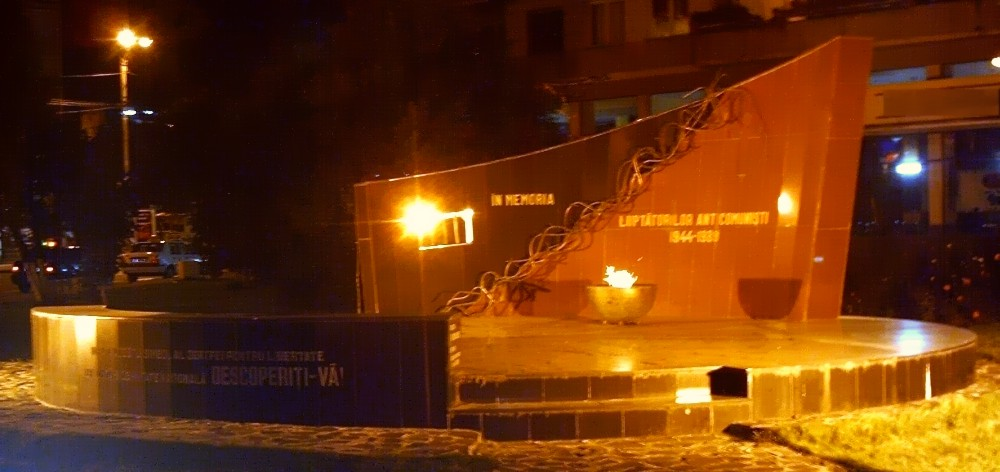
Monumento dedicato ai manifestanti anticomunisti di Brașov.

La Securitate iniziò a identificare i manifestanti già dal 15 novembre, attraverso alcuni agenti infiltrati come lavoratori, passanti o a bordo di automobili Dacia con finestrini oscurati da cui fotografavano e filmavano. Gli arresti iniziarono già da quella sera. La squadra di investigatori della milizia e gli ispettorati della sicurezza di tutto il paese furono mobilitati e selezionarono i manifestanti considerati come i più pericolosi per il regime. Tra i coordinatori più zelanti delle indagini vi era il capitano della milizia Alexandru Ionaş, ex capo del Servizio di investigazione criminale dell'Ispettorato militare della contea di Braşov. Tuttavia, Alexandru Ionaş venne nominato dopo comandante rivoluzionario dell'Ispettorato conteale di polizia di Braşov per poi esser promosso al grado di colonnello, e nell'agosto 1999, su proposta dell'allora ministro dell'interno Constantin Dudu Ionescu e con il parere del Consiglio supremo della difesa del paese, gli fu permesso di iscriversi all'esame per ottenere il grado di generale. Infine, divenne direttore dell'Iniziativa di cooperazione dell'Europa sudorientale (SECI).
Per le indagini furono mobilitate squadre speciali provenienti da tutto il paese nonché ispettorati della polizia militare e della sicurezza. Il maggior generale della sicurezza Emil Macri, insieme al vice ministro dell'interno e al capo dell'ispettorato generale della milizia, il tenente generale Constantin Nuţă, venne chiamato a Braşov per coordinare le misure repressive. Emil Macri era a capo della Seconda Divisione della Securitate, dedicata al controspionaggio industriale, e aveva partecipato, insieme al Generale Nicolae Pleșiță, alla repressione dello sciopero dei minatori della Valle del Jiu del 1977. Macri e Nuţă si rivelarono così efficaci a Braşov che Nicolae Ceaușescu li mandò in seguito a Timișoara per le rivolte nel dicembre del 1989.
Durante le indagini, i manifestanti furono torturati in maniera selvaggia, con pugni, calci, sedie e sgabello, furono tirati per i capelli, colpiti con manganelli ai testicoli, allo stomaco, ai palmi delle mani e ai piedi. Le loro dita venivano schiacciate nella porte, e gli arrestati venivano avvolti in lenzuola bagnate per poi essere picchiati o tenuti nudi al freddo. Gli arrestati venivano fatti sedere in posizioni imbarazzanti, fastidiose e dolorose: erano costretti a sedersi su una gamba (a volte sotto la sorveglianza di un cane) a terra, dovevano tenere una matita con il mento, sostenere la foto di Ceausescu con il naso, genuflettersi, reggersi su una mano o saltare come una rana. A Bucarest, nell'ufficio della Securitate sulla Calea Rahovei, alcuni degli indagati furono incatenati a sfere d'acciaio mentre altri venivano minacciati con la pistola alla tempia. La Securitate usò anche un'intensa tortura psicologica, e gli investigatori cercavano di provocare lamenti o urla da parte degli interrogati per spaventare gli altri arrestati che potevano ascoltarli. Altri manifestanti furono imprigionati in celle con macchie di sangue fresco.
Durante l'inchiesta, i manifestanti arrestati venivano allineati per le ispezioni da parte degli ufficiali della milizia e della Securitate, nonché da Maria Cebuc, rappresentante del PCR a Braşov, che insultava e sputava contro di loro.
A causa delle torture, della privazione del sonno e della fame, gli arrestati persero molti chili e alcuni di loro si ammalarono gravemente. Gheorghe Gyerko, uno degli indagati, ricorda: 
Stan Voinea, un altro operaio arrestato morto a Brăila nel febbraio 2008, era stato condannato e deportato in quella città con tutta la famiglia. Suo figlio e i colleghi dell'Associazione del 15 novembre 1987 sostengono che la sua morte è stata dovuta al trattamento a cui era stato sottoposto negli scantinati della Securitate. Un altro lavoratore deceduto dopo la deportazione è stato Vasile Vieru: morì a Bârlad, città dove ottenne la residenza obbligatoria nel settembre del 1988, meno di un anno dopo l'inchiesta e le torture subite. Nicuţă Paraschiv, indagato e condannato, ricorda: 
Parallelamente alle indagini, tra novembre e dicembre, furono organizzate delle riunioni di partito all'interno delle imprese in cui lavoravano gli arrestati, durante le quali gli operai coinvolti nella rivolta venivano umiliati e descritti come "teppisti", "vandali", "individui con problemi con la legge "," elementi incattiviti", una "macchia per la collettività" e una "vergogna". Coloro che prendevano la parola li condannavano per aver commesso un "atto da banditi" per "teppismo barbarico" con un "atteggiamento profondamente ostile". Venivano accusati di aver consumato alcol ed erano elencati come "ritardati mentali". Uno degli accusatori espresse il timore che i manifestanti avrebbero potuto far saltare in aria parte della loro fabbrica. Venne predisposta una severa punizione per i manifestanti, come l'esclusione dal collettivo e la deportazione. Diversi oratori, considerando la protesta come "un'attività criminale" e "un'azione ostile", chiesero anche la condanna a morte.

### Processo
Nel preambolo del processo, il 1º dicembre 1987, si svolse la cosiddetta Assemblea Generale dei Lavoratori presso la Întreprinderea de Autocamioane. I partecipanti furono accuratamente selezionati e reparti di Gărzile Patriotice furono dislocati nella fabbrica, pronti ad intervenire in caso di disordini. Gli interventi furono stabiliti in anticipo e l'assemblea venne trasmessa in diretta per la leadership del partito a Bucarest. Oltre ai consueti discorsi sulla "rabbia proletaria" dei partecipanti alla rivolta, nel corso dell'incontro furono prese difficili scelte amministrative e politiche. Venne deciso di licenziare l'intero personale della fabbrica di camion e sceglierne uno nuovo, perché si riteneva che la vecchia dirigenza non era riuscita a ostacolare il moto di protesta. Inoltre, diverse persone nella struttura produttiva dello stabilimento furono espulse dal PCR, poiché considerate incapaci di fermare gli "atti vandalici".
Dalle cantine della Securitate di Bucarest, gli indagati furono riportati a Braşov dopo due settimane, in una speciale colonna di autobus; la strada Bucarest-Braşov venne bloccata, nessuna auto fu autorizzata a passare accanto alla colonna. Per la preparazione del processo era stato inviato a Braşov, il 2 dicembre, l'allora Ministro degli Interni, Tudor Postelnicu, che ricoprì anche il grado di generale della Securitate. Il processo vero e proprio venne tenuto il 3 dicembre 1988, a porte chiuse e sotto stretta sorveglianza del segretario della Securitate e del partito, Petre Preoteasa.
Il processo si è svolto presso la Întreprinderea de Autocamioane ed inscenato, con frasi predeterminate, in maniera simile a quelli degli anni cinquanta. Le persone del pubblico furono fatto entrare nella sala soltanto dopo che la Securitate aveva compiuto ispezioni e posizionato i microfoni. Il pubblico era stato attentamente selezionato e controllato all'ingresso, e tra i membri vi erano molti agenti infiltrati della Securitate. Durante il processo, l'ingresso nella città era sorvegliato e il traffico intorno alla fabbrica era stato interrotto. Diverse unità militari a Braşov furono attivate e le unità speciali vennero collocate nello stabilimento, pronte ad intervenire in qualsiasi momento.
Per evitare la diffusione dell'idea che la rivolta di Braşov fosse stata politica, i manifestanti furono giudicati per aver disturbato la pace pubblica e per oltraggio alla buona morale; 61 di loro ricevettero condanne che andavano da 6 mesi a 3 anni di prigione, senza privazione della libertà, con lavori forzati in varie imprese del paese, anche se in precedenza, in molte sessioni di PCR, era stata chiesta la pena di morte per i partecipanti alla rivolta come deterrente. Inoltre, fu scelto di deportare i colpevoli e stabilire il loro domicilio in altre città, sebbene le decisioni su tali misure amministrative fossero state abolite dalla fine degli anni cinquanta.

### Deportazioni
La deportazione dei lavoratori condannati venne effettuata in fretta. Furono autorizzati a portare con sé solo poche cose, prima di esser separati dalle famiglie e trasportati sotto scorta nei luoghi in cui era stato stabilito il nuovo domicilio. I lavoratori deportati furono smistati nelle imprese di tutto il paese, in città come Filiași, Târgoviște, Brăila o Bârlad. In queste località, i condannati furono posti sotto la sorveglianza continua della milizia e degli uffici locali della Securitate, ed furono tenuti a rilasciare dichiarazioni periodiche. Alcuni dei lavoratori continuarono ad essere maltrattati o minacciati durante il periodo della deportazione.
Come prima misura restrittiva, tutti i deportati furono classificati come semplici lavoratori per nuovi posti di lavoro, sebbene alcuni di essi fossero capisquadra nella Întreprinderea de Autocamioane. La perdita delle rispettive classi di lavoro comportava anche una corrispondente riduzione del salario, complicando la vita quotidiana dei deportati. La Securitate diffondeva la voce nelle fabbriche che i nuovi arrivati erano informatori, rendendo i colleghi diffidenti nei confronti dei deportati.
Ai lavoratori fu proibito di tornare a Braşov e le loro mogli dovevano ottenere l'approvazione per visitare le città in cui erano deportati i mariti. Adela Vitos, moglie di Ludovic Vitos, afferma:
Allo stesso tempo, la direzione dell'organizzazione conteale del PCR a Braşov esercitò forti pressioni sulle mogli dei deportati per persuaderli a divorziare da loro. Corina Iacob, la moglie di Dănuț Iacob, ricorda:
Pavel Nicușari e sua moglie scelsero addirittura di divorziare per non perdere il loro appartamento sul quale era stato posto il sequestro, ma si risposarono dopo il 1989.
Generalmente, i lavoratori deportati e le loro famiglie venivano posti a forti pressioni e una sorveglianza costante. Alcuni dei deportati non tornarono più a Braşov, morendo nelle località dove era stata stabilita la loro residenza.

## Conseguenze
Sebbene la ribellione di Braşov non abbia portato direttamente alla rivoluzione, ha inferto un duro colpo al regime di Ceauşescu e alla sua fiducia nei sindacati comunisti. Questa rivolta rifletté ciò al quale lo storico Denis Deletant si è riferito come "l'incapacità di Ceauşescu di ascoltare i segnali di allarme del crescente dissenso dei lavoratori, andando ciecamente avanti con le stesse misure [economiche], in maniera apparentemente indifferente alle loro conseguenze". Pertanto, la ribellione di Braşov sottolineò il crescente malcontento tra i lavoratori nei confronti del regime di Ceauşescu; inoltre, prefigurò le rivolte popolari che avrebbero fatto crollare il regime comunista in Romania nel 1989.

### Caso Priboi
Secondo la testimonianza di uno degli indagati, Werner Sommeraurer, uno degli agenti di sicurezza che lo torturò fu Ristea Priboi. In una delle indagini, "il capitano che mi interrogava mi mise la pistola sul collo davanti a Priboi". Sommeraurer affermò:
Le rivelazioni di Sommerauer sono state fatte nel libro di Marius Oprea e Stejărel Olaru Ziua care nu se uită. 15 noiembrie 1987, Brașov, edito nel 2002. Ristea Priboi, all'epoca deputato del Partito Social Democratico di Vrancea e membro della Commissione parlamentare di controllo del Serviciul de Informații Externe, dopo essere stato il capo della commissione, presentò una denuncia per calunnia contro Werner Sommerauer e Marius Oprea, assieme ai giornali România Liberă e Evenimentul zilei, anche se Oprea e i due quotidiani avevano riportato soltanto le dichiarazioni del partecipante alla rivolta. Il processo fu aperto presso il tribunale distrettuale di Bucarest il 12 novembre 2002 e Priboi chiese a Sommerauer un risarcimento di 15 miliardi di lei per calunnia. I media a quel tempo sospettavano che Nicolae Jidovu, il presidente della corte, aveva richiesto i documenti criminali di Sommerauer e Oprea il giorno prima che Ristea Priboi sporgesse la denuncia. Secondo la legge romena, il casellario giudiziario può richiesto solo alla prima udienza.
Il passato di Priboi da ex funzionario della direzione per le informazioni sull'intelligence straniera divenne noto all'opinione pubblica grazie al Consiliul Național pentru Studierea Arhivelor Securității (CNAS). L'ex primo ministro Adrian Năstase, protettore di Priboi, accusò il CNAS di aver "falsificato i registri sin da Burebista". Ristea Priboi era stato promosso nel periodo comunista fino all'UM 0225, il servizio che si occupava di sorvegliare Radio Europa Libera e il rapporto con i romeni esiliati, un servizio subordinato al generale Pleșiță in sostituzione del colonnello Vasile Buha. Il senatore del Partito Nazionale Liberale Radu F. Alexandru accusò Priboi, durante la sessione plenaria del Senato del 12 febbraio 2001, di aver partecipato a numerosi atti terroristici intrapresi dalla Securitate al di fuori del paese:
Alle prime fasi del processo, all'appello lanciato dal Grupul pentru Dialog Social, l'aula era piena di personalità venute a sostenere Werner Sommerauer. Oltre ai membri dell'Associazione "15 Novembre" Brașov (Asociației "15 Noiembrie" Brașov) e dell'Associazione degli ex prigionieri politici della Romana (Asociației Foștilor Deținuți Politici din România), furono presenti Ana Blandiana, Ticu Dumitrescu, Romulus Rusan, Radu F. Alexandru, Adrian Niculescu, Doina Jela, Horia-Roman Patapievici, Dan Pavel e molti altri.
Nel marzo 2005, dopo due anni di processo, i magistrati del 1° Tribunale distrettuale di Bucarest assolsero Marius Oprea e Werner Sommerauer, considerando che il crimine della calunnia mancava di uno degli elementi costitutivi. Allo stesso tempo, la corte respinse anche l'azione civile di Ristea Priboi, costringendolo a risarcire lo stato con 1 milione di lei per le spese processuali. Priboi impugnò la sentenza e, su sua richiesta, l'Alta corte di cassazione e giustizia risolse il caso a Focșani, la capitale della contea che l'imputato rappresentava nel Parlamento della Romania. Durante tutto il processo, il servizio di intelligence rumeno si rifiutò di mettere a disposizione della difesa il fascicolo delle indagini sulla Securitate dal novembre 1987 al dicembre 1988. Lo storico Marius Oprea dichiarò alla stampa:
Nel 2004, tuttavia, l'Ufficio del procuratore arrestò l'uomo d'affari di Craiova Genică Boerică per reati economici. Per ottenere un piccolo sconto di pena, collaborò con gli investigatori e denunciò diverse persone, tra cui Adrian Năstase e Ristea Priboi. Il caso venne affidato alla Direzione nazionale anticorruzione (DNA) che, nell'aprile del 2006, accusò Priboi per crimini di ricezione indebita di benefici e traffico di influenze illecite. Successivamente, la DNA aprì una causa contro Ristea Priboi e Adrian Năstase, un dossier chiamato mătușa Tamara. Nel febbraio 2006, Ristea Priboi scomparve dal paese, e in sua assenza Werner Sommerauer e Marius Oprea vennero assolti.